# Pelargonium longicaule
Pelargonium longicaule är en näveväxtart som beskrevs av Nikolaus Joseph von Jacquin. Pelargonium longicaule ingår i släktet pelargoner, och familjen näveväxter. Utöver nominatformen finns också underarten P. l. angustipetalum.